# Katarzyna Błachowska
Katarzyna Błachowska (ur. 9 stycznia 1966 w Warszawie) – polski historyk historiografii, mediewista.

## Życiorys
W 1990 ukończyła studia historyczne na Uniwersytecie Warszawskim. W latach 1990–1993 pracowała jako nauczyciel historii w XXIII Liceum Ogólnokształcącym w Warszawie. W Instytucie Historii Uniwersytetu Warszawskiego zatrudniona od 1993. W 1999 obroniła pracę doktorską Ekspansja terytorialna państwa carów w rosyjskich syntezach historycznych XIX w. napisaną pod kierunkiem Jerzego Maternickiego, stopień doktora habilitowanego otrzymała w 2010. Pracuje jako kierownik Zakładu Dydaktyki Historii Instytutu Historii UW. Zajmuje się historią polskiej i rosyjskiej myśli historycznej XVIII–XX wieku, edukacją historyczną w XIX wieku oraz współczesną dydaktyką historii.

## Wybrane publikacje

### Książki
- Narodziny imperium. Rozwój terytorialny państwa carów w ujęciu historyków rosyjskich XVIII i XIX w., Warszawa: Neriton 2001.
- Wiele historii jednego państwa. Obraz dziejów Wielkiego Księstwa Litewskiego do 1569 roku w ujęciu historyków polskich, rosyjskich, ukraińskich, litewskich i białoruskich w XIX wieku, Wydawnictwo: Neriton 2009.

### Artykuły
- Książęta litewscy w Nowogrodzie Wielkim do 1430 roku, "Kwartalnik Historyczny" 1993, nr 1, s. 30-36.
- Polityczne związki Gedyminowiczów z Nowogrodem Wielkim w latach 1430-1471, "Przegląd Historyczny" 1993, z. 3, s. 289-306.
- Periodyzacja dziejów Rosji w rodzimej nauce historycznej XVIII i XIX wieku [w:] Inter Orientem et Occidentem. Studia z dziejów Europy Środkowo-Wschodniej ofiarowane profesorowi Janowi Tyszkiewiczowi w czterdziestolecie pracy naukowej, red. Tadeusz Wasilewski, Warszawa: DiG 2002, s. 133-140.
- Dzieje średniowiecznej Rusi w pracach historyków lwowskich przełomu XIX i XX w. [w:] Wielokulturowe środowisko historyczne Lwowa w XIX i XX w., t.2, pod red. J. Maternickiego, L. Zaszkilniaka, Rzeszów 2004, s. 172-191
- Rosja w historiografii polskiej pierwszych lat powojennych (1945-1956) [w:] Klio Polska. Studia i materiały z dziejów historiografii polskiej po II wojnie światowej, pod red. A. Wierzbickiego, Warszawa 2004, s. 147-167.
- Fryderyka Papee pogląd na czasy jagiellońskie [w:] Wielokulturowe środowisko historyczne Lwowa w XIX i XX w., t. 4, pod red. L. Zaszkilniaka i J. Maternickiego, Lwów-Rzeszów 2006, s. 283-293.
- Rosja w historiografii polskiej pierwszych lat powojennych (1945-1956) [w:] Klio Polska. Studia i materiały z dziejów historiografii polskiej po II wojnie światowej, red. nauk. A. Wierzbicki, Warszawa 2004, s. 147-167.
- Romana Lutmana spojrzenie na metodę [w:] Klio Polska. Studia i materiały z dziejów historiografii polskiej po II wojnie światowej, t. 2, red. nauk. A. Wierzbicki, Warszawa 2006, s. 35-44.